# ويليام جونستون (سياسي)
ويليام جونستون هو سياسي كندي، ولد في 23 يناير 1876 بأوين ساوند في كندا، وتوفي في 6 يونيو 1925 بمدسين هات في كندا. حزبياً، نشط في Dominion Labor Party (Alberta) ‏. وقد انتخب عضو الجمعية التشريعية ألبرتا.